# Edward Carfagno
Edward Carfagno (28 novembre 1907 – Los Angeles, 28 dicembre 1996) è stato uno scenografo statunitense.

## Biografia
Vinse tre Oscar alla migliore scenografia: nel 1953 per Il bruto e la bella, nel 1954 per Giulio Cesare e nel 1960 per Ben-Hur.